# Gullbergs landsfiskalsdistrikt
Gullbergs landsfiskalsdistrikt var 1918-1952 ett landsfiskalsdistrikt i Östergötlands län, bildat när Sveriges indelning i landsfiskalsdistrikt trädde i kraft den 1 januari 1918, enligt beslut den 7 september 1917. Distriktet upphörde den 1 oktober 1952 (enligt beslut den 25 september 1952) genom sammanslagning med Valkebo landsfiskalsdistrikt, som även blev namnet på det nya distriktet. Dock skulle inom det nya distriktet vara anställda två landsfiskaler, av vilka den ene skulle vara polischef och åklagare och den andre utmätningsman.
Landsfiskalsdistriktet låg under länsstyrelsen i Östergötlands län.

## Ingående områden
När Sveriges nya indelning i landsfiskalsdistrikt trädde i kraft den 1 oktober 1941 (enligt kungörelsen den 28 juni 1941) överfördes kommunerna Normlösa och Västerlösa till Mjölby landsfiskalsdistrikt. Samtidigt tillfördes kommunerna Lillkyrka, Östra Skrukeby, Törnevalla, Östra Harg, Rystad och Kaga från det upplösta Linköpings landsfiskalsdistrikt. När Sveriges nya indelning i landsfiskalsdistrikt trädde i kraft den 1 januari 1952 (enligt kungörelsen 1 juni 1951) ändrades distriktets omfattning.

### Från 1918
Gullbergs härad:
- Björkebergs landskommun
- Flistads landskommun
- Ljungs landskommun
- Stjärnorps landskommun
- Vreta kloster

Vifolka härad:
- Normlösa landskommun
- Västerlösa landskommun

### Från 1 oktober 1941
Gullbergs härad:
- Björkebergs landskommun
- Flistads landskommun
- Ljungs landskommun
- Stjärnorps landskommun
- Vreta kloster

Hanekinds härad:
- Kaga landskommun

Åkerbo härad:
- Lillkyrka landskommun
- Östra Skrukeby landskommun
- Törnevalla landskommun
- Östra Hargs landskommun
- Rystads landskommun

### Från 1 januari 1952
- Norsholms landskommun
- Vreta klosters landskommun
- Åkerbo landskommun